# Michael Hayböck
Michael Hayböck, né le 5 mars 1991 à Linz, est un sauteur à ski autrichien. Il est quatre fois médaillé par équipes aux Championnats du monde et médaillé d'argent olympique par équipes en 2014.

## Biographie
Ses frères Alexander et Stefan sont aussi sauteurs à ski.
Actif depuis 2006, il obtient d'abord son premier podium en Coupe FIS en 2008, puis fait ses débuts en Coupe continentale l'hiver suivant, obtenant une cinquième place notamment et se classe troisième du classement de la Coupe OPA. Hayböck devient champion du monde junior en individuel en 2010 et par équipes en 2009, 2010 et 2011. 
À l'été 2009, il prend part à sa première manche du Grand Prix, pour se classer douzième et marquer ses premiers points. Il est appelé en Coupe du monde quelques mois plus tard, à la suite d'une victoire en Coupe continentale à Engelberg et y prend la 17e à Innsbruck sur la Tournée des quatre tremplins. Quelques semaines plus tard, il est inscrit à la manche de Willingen, où il s'illustre individuellement (6e) et collectivement (3e par équipes), pour monter sur son premier podium dans l'élite.
Pendant quelques saisons, il prend part à la fois à la Coupe du monde, de manière irrégulière et à la Coupe continentale, où il figure de multiples fois sur le podium et termine deuxième du classement général en 2010 et deuxième en 2012. Dans le Grand Prix, il s'impose sur deux compétitions par équipes en 2011 et 2012.
En 2012-2013, il effectue sa première saison complète de Coupe du monde, occupant le 34e rang au classement général.
En fin d'année 2013, il annonce sa forme rapidement avec trois succès consécutifs en Coupe continentale, puis un deuxième top dix en Coupe du monde quatre ans après, avec une septième place à Oberstdorf.
Il obtient son premier podium individuel en Coupe du monde à Wisla en janvier 2014. Le mois suivant, il est médaillé d'argent à la compétition par équipes aux Jeux olympiques de Sotchi en compagnie de Gregor Schlierenzauer, Thomas Morgenstern et Thomas Diethart. Sa saison est aussi ponctuée par une première victoire par équipes en Coupe du monde à Lahti
En décembre 2014, il enchaîne les troisièmes places en Coupe du monde, avec deux lors de la manche de Lillehammer et deux autres à celle de Engelberg. Il continue cette bonne série avec une deuxième place finale à la Tournée des quatre tremplins derrière son jeune compatriote Stefan Kraft. Il y remporte la dernière manche disputée à Bischofshofen, première victoire en Coupe du monde.
Dans la Coupe du monde, il remporte trois victoires consécutives en février 2016 en Finlande. Avec un podium supplémentaire à Almaty, il établit son meilleur classement général avec le quatrième rang.
En décembre 2016, il ajoute un cinquième succès à son palmarès en Coupe du monde au tremplin d'Engelberg, puis est présent sur deux podiums à la Tournée des quatre tremplins.
Aux Championnats du monde 2017, il se classe sixième au petit tremplin et remporte deux médailles sur les concours par équipes, l'argent en mixte et le bronze au grand tremplin.
Néanmoins sa préparation pour la saison suivante est perturbée par une blessure à la cheville à l'entraînement à Chypre, alors qu'il venait de gagner les deux titres nationaux.
Aux Jeux olympiques d'hiver de 2018, il est 17e au petit tremplin, sixième au grand tremplin et quatrième par équipes. De retour sur la Coupe du monde, il obtient son seul podium individuel de l'hiver avec une troisième place à Holmenkollen.
Aux Championnats du monde 2019 à Seefeld en Autriche, il obtient une nouvelle médaille d'argent par équipes, tandis qu'il est neuvième au mieux en individuel. En 2018-2019, Hayböck obtient cependant son plus mauvais classement dans la Coupe du monde depuis 2013 avec le 27e rang. Alors que les résultats restent semblables pendant une bonne partie de la suivante, il fait de retour sur le podium en individuel, avec une troisième place au tremplin de Lahti.
En décembre 2020, il obtient son meilleur résultat en championnat en terminant quatrième du mondial de vol a ski à Planica. Il gagne aussi de nouveau épereuve par équipes, sa cinquième, à Wisla en novembre 2020.

## Palmarès

### Jeux olympiques
| Épreuve / Édition   | Individuel     | Individuel     | Par équipes Grand tremplin |
| Épreuve / Édition   | Petit tremplin | Grand tremplin | Par équipes Grand tremplin |
| JO 2014 Sotchi      | 5e             | 8e             | Argent                     |
| JO 2018 Pyeongchang | 17e            | 6e             | 4e                         |

Légende :
- : première place, médaille d'or
- : deuxième place, médaille d'argent
- : troisième place, médaille de bronze
- — : Michael Hayböck n'a pas participé à cette épreuve

### Championnats du monde
| Épreuve / Édition        | Individuel     | Individuel     | Par équipes    | Par équipes |
| Épreuve / Édition        | Petit tremplin | Grand tremplin | Grand tremplin | Mixte       |
| Mondiaux 2015 Falun      | 21e            | 14e            | Argent         | 4e          |
| Mondiaux 2017 Lahti      | 6e             | 11e            | Bronze         | Argent      |
| Mondiaux 2019 Seefeld    | 9e             | 14e            | Argent         | —           |
| Mondiaux 2021 Oberstdorf | 7e             | -              | -              | Bronze      |
| Mondiaux 2023 Planica    | 15e            | 15e            | Bronze         | -           |

Légende :
- : première place, médaille d'or
- : deuxième place, médaille d'argent
- : troisième place, médaille de bronze
- — : Michael Hayböck n'a pas participé à cette épreuve

### Championnats du monde de vol a ski
| Épreuve / Édition | Harrachov 2014 | Kulm 2016 | Oberstdorf 2018 | Planica 2020 | Vikersund 2022 | Tauplitz 2024 |
| Individuel        | 20e            | 11e       | 31e             | 4e           | 7e             | 8e            |
| Par équipes       | -              | Bronze    | 5e              | 6e           | 4e             | Argent        |

### Championnats du monde junior
| Épreuve / Édition | Strbske Pleso 2009 | Hinterzarten 2010 | Otepää 2011 |
| Individuel        | 7e                 | Or                |             |
| Par équipes       | Or                 | Or                | Or          |

### Coupe du monde
- Meilleur classement général : 4e en 2016.
- 2e de la Tournée des quatre tremplins 2014-2015
- 26 podiums individuels : 5 victoires, 8 deuxièmes places et 13 troisièmes places.
- 31 podiums par équipes : 10 victoires, 7 deuxièmes places et 14 troisièmes places.
- 1 podium par équipes mixte : 1 victoire.
- 2 podiums en Super Team : 1 victoire et 1 troisième place.

#### Différents classements en Coupe du monde
| Année     | Classement général final |
| 2009-2010 | 49e                      |
| 2010-2011 | 56e                      |
| 2011-2012 | 42e                      |
| 2012-2013 | 34e                      |
| 2013-2014 | 14e                      |
| 2014-2015 | 5e                       |
| 2015-2016 | 4e                       |
| 2016-2017 | 7e                       |
| 2017-2018 | 23e                      |
| 2018-2019 | 27e                      |
| 2019-2020 | 22e                      |
| 2020-2021 | 18e                      |
| 2021-2022 | 37e                      |
| 2022-2023 | 12e                      |
| 2023-2024 | 6e                       |
| 2024-2025 | 15e                      |

#### Victoires individuelles
| Année     | Lieu                                    |
| 2014-2015 | Bischofshofen (Autriche)                |
| 2015-2016 | Lahti (Finlande) × 2, Kuopio (Finlande) |
| 2016-2017 | Engelberg (Suisse)                      |

### Grand Prix
- 2 podiums individuels.
- 2 victoires par équipes.

Palmarès après l'édition 2020

### Coupe continentale
- Meilleur classement général : 2e en 2010.
- 20 podiums individuels, dont 10 victoires.

Palmarès au 10 février 2020